# Grupo Desportivo Artilheiros
El Grupo Desportivo Artilheiros es un equipo de fútbol de Macao que juega en la Segunda División de Macao, la segunda liga de fútbol más importante del país.

## Historia
Fue fundado en el año 1982 en la ciudad de Taipa y ha sido campeón de la Primera División de Macao en 2 ocasiones, ambas de manera consecutiva.
A nivel internacional ha participado en 1 torneo continental, en la Copa de Clubes de Asia del año 1997, en la cual abandonó el torneo en la Primera Ronda antes de enfrentarse al Yokohama F. Marinos de Japón.
Descendió en la temporada 2011, en la cual se ubicó en la última posición entre 10 equipos (descienden los últimos 2 equipos en la tabla general) sin ganar un solo partido, incluso perdieron el último juego por marcador de 0 a 13 ante el campeón de esa temporada Windsor Arch Ka I.

## Palmarés
- Primera División de Macao: 2

1995, 1996

## Participación en competiciones de la AFC
- Copa de Clubes de Asia: 1 aparición

1997 - abandonó en la Primera Ronda